# Palythoa leseuri
Palythoa leseuri is een Zoanthideasoort uit de familie van de Sphenopidae. De wetenschappelijke naam van de soort is voor het eerst geldig gepubliceerd in 1877 door Klunzinger.